# Пхумипхон Адунядет
Пхумипхон Адунядет, крал Рама IX (на тайски: ภูมิพลอดุลยเดช [pʰūːmípʰōn àdūnjādèːt], (чуй оригинално произношение) е крал на Тайланд от 9 юни 1946 г. до 13 октомври 2016 г.
Възкачил се на тайландския престол на 9 юни 1946 г., крал Рама IX е най-дълго управлявалият монарх на Тайланд. С приписваното му имущество на стойност от 32 милиарда щатски долара Рама IX оглавява и класацията на списание „Форбс“ за най-богати монарси в света.

## Ранни години
Пхумипхон Адунядет е роден в Кеймбридж, щата Масачузетс, САЩ на 5 декември 1927 г. Той е най-малкият син на принц Махидол Адунядет (син на крал Рама VII) и на съпругата му Мом Сангвал (Сринагариндра).
За първи път Пхумипхон Адунядет стъпва на тайландска земя през 1928 г., след като баща му завършва медицина в Харвардския университет. До 1933 г. посещава католическото училище Mater Dei в Банкок, а през 1935 г. заминава със семейството си в Швейцария, където продължава образованието си в École Nouvelle de la Suisse Romande в Лозана.
През 1938 г. Пхумипхон Адунядет се завръща за кратко в Тайланд по случай коронацията на брат му Ананда Махидол, който заема тайландския престол през 1935 г. като крал Рама VIII. След коронацията се завръща в Швейцария, където завършва гимназия по класически езици в Лозана. От 1945 г. учи в Университета на Лозана. Малко след края на Втората световна война принц Пхумипхон се завръща в Тайланд.
На 9 юни 1946 г. Пхумипхон Адунядет заема тайландския престол, след като същия ден брат му е намерен в покоите си застрелян в главата. Младият крал обаче скоро отново заминава за Швейцария, за да довърши образованието си по политически науки в Лозана. От негово име в Тайланд като регент започва да управлява чичо му Рангсит.
Докато учи в Лозана, крал Пхумипхон често посещава Париж, където се запознава с братовчедка си принцеса Сирикит Китиякара – дъщеря на тайландския посланик в Париж, която става причина кралят често да посещава резиденцията на посланика. По това време Пхумипхон Адунядет е на 21 години, а Сирикит – на 15.
На 4 октомври 1948 г. крал Пхумипхон претърпява пътен инцидент, докато шофира своя „Фиат Тополино“ на пътя между Женева и Лозана. В катастрофата кралят ранява гърба и лицето си, изгубвайки дясното си око. Оттогава той носи очна протеза. Докато е в болницата, той често е посещаван от принцеса Сирикит, която по настояване на кралицата майка започва да учи в Лозана, за да бъде по-близо до краля.
Пхумипхон Адунядет и Сирикит се сгодяват на 19 юли 1949 г., а сватбата им е отпразнувана на 28 април 1950 г. – няколко седмици преди официалната коронация на Пхумипхон. Двамата имат 4 деца:
- принцеса Убол Ратана (р. 1951)
- принц Маха Ваджиралонгорн (р. 1952)
- принцеса Маха Чакри Сириндхорн (р. 1955)
- принцеса Чулабхорн Валайлак (р. 1957)

## Коронация
Официалната коронация на крал Пхумипхон се състои на 5 май 1950 г. Денят на коронацията на Рама IX се отбелязва всяка година като национален празник на Тайланд. През 2006 г. кралят отпразнува 60-годишнината от възкачването си на престола, с което оглавява листата на най-дълго управляващите монарси на своето време.
Официалното название на краля в Тайланд е Пхра Бат Сомдет Пхра Пораментхарамаха Пхумипхон Адунядет Махиталатхибет Раматхибоди Чакринаруебодин Саяминтхатхират Бороманатбопхит (на тайски: พระบาทสมเด็จพระปรมินทรมหาภูมิพลอดุลยเดช มหิตลาธิเบศรรามาธิบดี จักรีนฤบดินทร สยามินทราธิราช บรมนาถบพิตร, (Оригинално произношение)).
Титулатурата на краля е сбор от няколко думи, които се превеждат, както следва:
- Пхра- Phra: – местоимение в трето лице, отнасящо се за човек с по-висок социален статус от говорещия и означава най-общо „превъзходен“. Пороизлиза от санскритското vara („превъзходен“).
- Бат Bat – „стъпало“, от санскритското pāda.
- Сомдет Somdet – „господар“, от кхмерското samdech („превъзходителство“).
- Пораминтхара Poraminthara – „велик“, от санскритското parama („велик“) + indra („водач“)
- Маха Maha —„велик“, от санскритското maha
- Пхумипхон pʰuːmipʰon – „мощта на Земята“ от санскритското bhumi („земя“) + bala („мощ“)
- Адунядет Aadunjadeːt – „несравнима власт“, от санскритското atulya („несравним“) + teja („власт“)
- Махиталатхибет Mahitalathibet – „Син на Махидол“
- Раматхибоди – „Рама, въплъщение на бог Вишну, който ще стане велик предводител“; от санскритското rama + adhi („велик“) + patī („предводител“)
- Чакринарюбодин Chakkrinaruebodin – „Предводител на народа, който е от династията Чакри“, от санскритското Cakrī + nari („човек“) + patī („предводител“)
- Саяминтхатхират Sayamminthrathirat – „Великият крал на Сиам“, от санскритското Siam (Сиам, старото име на Тайланд) + indra + ati („велик“) + rāja („крал“)
- Бороманатбопхит Borommanatbophit – „Кралят, който е велик защитник“, от санскритското parama („велик“) + nādha („този, на когото са подчинени другите“) + pavitra („кралска особа“)

## Управление
В първите години на своето управление, по време на военната диктатура на генерал Плек Пибунсограм, крал Рама IX не се ползва с реална власт, а ролята му е сведена до изпълнението на церемониални функции. През август 1957 г. – шест месеца след парламентарните избори в страната, генерал Сарит Тханарат обвинява правителството на Пибунсограм в обида към величеството, нанесена по време на честванията на 2500-годишнината на будизма.
На 16 септември 1957 г. генерал Пибунсограм се явява пред краля, за да търси подкрепа за правителството си. Кралят обаче дава съвет на Пибунсограм да се оттегли от управлението, за да предотврати евентуален военен преврат. Пибунсограм отказва и още същия ден генерал Сарит Тханарат извършва военен преврат и поема властта в свои ръце. 2 часа по-късно Пхумипхон обявява военно положение в кралството и издава указ, с който назначава Сарит за „военен защитник на столицата“, без кралският указ да бъде надлежно преподписан от министър.

### Диктатура на Сарит Тханарат
По време на диктатурата на генерал Сарит се наблюдава съживяване на монархията. Кралят взема активно участие в публични церемонии, обикаля из страната и поема патронажа на множество проекти за развитие. По време на Сирит е възстановен обичаят да се пълзи пред величеството по време на официална аудиенция, който обичай е забранен от крал Рама V. Възстановена е церемонията кралят да взема участие в процесиите с баржа по река Чао Прая.

### Диктатура на Тханом Китикахорн
След смъртта на Сирит Тханарат, мястото му на премиер е заето от фелдмаршал Тханом Китикачорн. През 1970 г. Пхумипхон Адунядет оказва подкрепа при формирането на антикомунистическите паравоенни организации в страната. През октомври 1973 г. след масови продемократични демонстрации и смъртта на няколко демонстранти, кралят отваря вратите на двореца Читралада за убежище на демонстранти и приема на аудиенция с представители на студентите.
Скоро след това Пхумипхон назначава ректора на университета „Тхамасат“ Саная Дхамасакти за министър-председател на мястото на Тханарат, който бяга в Сингапур, а след това и в САЩ. Завръщането на Тханом Китикахорн и хората му през 1976 г. като монаси на манастира „Ват Бовониват“ предизвиква нови сблъсъци, кулминацията на които е клането в университета „Тхамасат“ на 6 октомври 1976 г., извършено от паравоенни роялистки формировации.

### Диктатура на Прем Тинсуланон
Настъпилият хаос по улиците на Банкок е използван като претекст за нов военен преврат. Военната хунта предлага на краля списък с три имена, едно от които Пхумипхон трябва да посочи за следващ премиер министър. Кралят посочва името на председателя на Върховния съд – Танин Гравиксиан. С крайно дясната си политика Танин Гравиксиан принуждава лидерите на студентските протести да преминат в нелегалност и да се присъединят към левите бунтовници в джунглите на Тайланд. Гравиксиан обаче е свален от власт с военен преврат през 1977 г., предвождан от генерал Криангсак Чоманан. През 1980 г. Чоманан е заменен от генерал Прем Тинсуланон.
Крал Пхумипхон обаче отказва да подкрепи военните преврати от 1980 и 1985 г.

### Криза през 1992 г.
Рама IX изиграва ключова роля за връщането на демокрацията в Тайланд през 1992 г. Една година по-рано е извършен поредният военен преврат, който връща военната хунта на власт. След изборите през 1992 г. повечето политически партии се обединяват около личността на генерал Сучинда Капрайоон – един от лидерите на военната хунта, който е поканен да стане министър-председател.
Избирането на военния лидер предизвиква множество протести в Банког, а много от протестиращите са избити от изпратените срещу тях войски. Насилието обаче не спира да ескалира и в множество райони на столицата се водят ожесточени сблъсъци между протестиращите, от една страна, и военните и полицията, от друга.
Страхувайки се от избухването на гражданска война, Рама IX свиква на аудиенция Сучинда Капрайоон и лидера на продемократичното движение генерал Чамлонг Сримуанг. Аудиенцията се предава пряко по телевизията. Обществото вижда как двамата политически противници стоят на колене пред краля, който ги призовава към мирно решение на конфликта. Обществото е впечатлено, а няколко дни по-късно генерал Сичунда Капрайоон подава оставка. Това се оказва един редките случаи, в които крал Пхумипхон пряко и открито се намесва в политиката. Няколко месеца по-късно се провеждат избори, след които се формира гражданско правителство.

### Криза от 2005 – 2006 г.
Седмици преди парламентарните избори от април 2006 г. парламентарната опозиция, предвождана от Демократическата партия и Народния алианс за демокрация, отправя петиция до краля с искането да назначи служебен премиер и кабинет, които да заместят правителството на Таксин Шинаватра. Искането за пряка кралска намеса среща негативен отглас в обществото. В телевизионно обръщение от 26 април 2006 г. Пхумипхон Адунядет определя искането за назначен от краля кабинет като недемократично.
След като публично обявява победата си на бойкотираните избори от април 2006 г., Таксим Шинаватра е приет на частна аудиенция от краля. Няколко часа по-късно Шинаватра обявява публично, че ще се оттегля от политиката.
През май 2006 г. вестник Manager Daily излиза със статия, описваща подготвящ се „Финландски преврат“, твърдейки, че Таксин Шинаватра и бивши членове на Тайландската комунистическа партия подготвят детронирането на краля и присвояване на политическия контрол върху нацията. Авторите на статията не изнасят доказателства за твърденията си, поради което Таксин и неговата партия Тиет Рак Тиет отхвърлят обвиненията и дават под съд вестника.
Малко по-късно в телевизионно обръщения Рама IX призовава съдиите да сложат край на политическата криза. На 8 май Конституционният съд отменя резултатите от проведените през април избори и насрочва нови парламентарни избори за 15 октомври същата година. На 14 юли в реч пред поредния випуск на Кралската военна академия председателят на кралския съвет напомня, че военните трябва да служат на краля, а не на правителството. На 20 юли 2006 г. Рама IX издава декрет за провеждане на нови избори, призовавайки за чисти и честни избори.

### Преврат (септември 2006 г.)
През нощта на 19 септември военните извършват безкръвен преврат срещу правителството на Таксин Шинаватра и завземат столицата. Хунтата, предвождана от Сонтхи Буняраткалин, се провъзгласява за Съвет за Демократични реформи под Конституционна монархия и обвинява Таксин Шинаватра и режима му в различни престъпления, включително и обида към величеството. В Тайланд е въведено военно положение, конституцията е суспендирана, а изборите са отменени. В отговор на това хиляди жители на столицата излизат на протести около разквартируваните в града сили на хунтата. Хунтата потушава протестите и арестува множество протестиращи. На 20 септември кралят изказва подкрепата си за преврата и призовава държавните служители да изпълняват заповедите на Сотхи.
Не съществуват еднозначни оценки за ролята на Пхумипхон Адунядет в организирането и провеждането на преврата. Оказва се, че той е приел на аудиенция председателя на кралския съвет Прем Тисуланонда, когато е получена заповедта за мобилизацията на военните сили. Противниците на преврата твърдят, че именно председателят на кралския съвет е душата на преврата, въпреки че хунтата твърди противното и отказва дискусии по въпроса.
Хунтата назначава Конституционен съд, който да разгледа обвиненията срещу Тай Рат Тай и Демократическата партия и да отсъди за по-нататъшното им съществуване. Дни преди заседанието Рама IX отправя телевизионно обръщение към съда, чието послание не се тълкува еднозначно. Според едни интерпретации кралят призовава съда да бъде безкомпромисен към двете партии, докато според други – кралят ясно застава на страната на двете най-големи партии в Тайланд. Няколко дни по-късно Конституционният съд излиза с решение, което оправдава Демократическата партия, но забранява партията Тиет Рат Тиет и отстранява над 100 нейни дейци от политическата сцена за 5 години.
Назначената от хунтата Конституционна асамблея по-късно опитва да използва личността на краля за пропаганда в подкрепа на приетата от нея, но широко критикувана конституция, която трябва да бъде одобрена и на референдум. Новата конституция влиза в сила през 2007 г. и през декември същата година се провеждат нови парламентарни избори. Те са спечелени от партията Народна власт, която е съставена от бивши членове на Тиет Рат Тиет и техни поддръжници. Срещу новото правителство се обявява Народният алианс за демокрация, чиито поддръжници започват масови протести, придружени с блокади на правителствената резиденция и летищата в Банкок. Въпреки че НАД твърдят, че защитават краля, Пхумипхон запазва мълчание. Въпреки това, след като в сблъсъците умира демонстрантка на НАД, на кремацията ѝ присъства кралица Сирикит, чието поведение международната преса тълкува като ясна подкрепа на монархията към каузата на НАД.

## Смърт
Пхумипхон Адунядет умира в Банкок след продължително боледуване на 13 октомври 2016 г.